# Дивља трешња
Дивља трешња (Prunus avium) је врста биљке из рода Prunus, у народу познатија и као црна трешња или птичарка. Има је у Европи, Анатолији, Магребу и западној Азији, од Британских острва па јужно до Марока и Туниса, северно до Трондејмсфјорд региона у Норвешкој, источно до Кавказа и северног Ирана, са малом изолованом популацијом на западним Хималајима. Врста се широко узгаја и у другим регионима и постала је натурализована у Северној Америци и Аустралији.

## Опис и екологија
Дивља трешња је листопадно дрво које расте на висини од 15 до 32 m, а има дебљину до 1,5 m у пречнику. Kора је глатка, пурпурно-смеђа са истакнутим хоризонталним сиво-смеђим лентицелама на младом дрвећу, које постају тамно црно-браон и виде се као пукотине на старом дрвећу. 
Листови су једноставни, јајасти до елиптични, дуги 7-14 cm и широки 4-7 cm, са тестерасто назубљеном ивицом. На врху су зашиљени, а са доње стране посути су ретким, белим длачицама. Пре опадања листови поцрвене. 
Цветови се формирају у пролеће, истовремено са формирањем листова. Беле су боје, расту густо збијени и нагомилани, а цваст је у облику гроње. Цветови су хермафродитни и опрашују се пчелама.
Зависно од висине, дивље трешње зру у јуну, јулу и августу. Плод је јестива тамноцрвена коштуница.  Плодови су упадљиво ситнији и малобројнији него код питомих сорти, а незрели су још и понекад непријатно горки. Беру се тек потпуно зрели, црни меки и сочни плодови. Имају истанчан кисело-слатко-нагорак укус. Од њих се, осим сокова и компота, могу правити пикантни сосови и необични колачи са црном чоколадом.

## Лековитост
Трешња јача и чисти тело, олакшава варење, избацује напоље све што не ваља. Одвар од коре смирује и олакшава кашаљ, стишава упале, нарочито упаљене десни и грло. Од петељки се прави чај. Чај од петељки је моћан диуретик.